# Коли а Волтурно
Ко̀ли а Волту̀рно (на италиански: Colli a Volturno, на местен диалект Cuòglë, Куолъ) е село и община в Централна Италия, провинция Изерния, регион Молизе. Разположено е на 411 m надморска височина. Населението на общината е 1409 души (към 2010 г.).